# غوف تروب
غوف تروب (بالإنجليزية: Goof Troop)‏، هي لعبة فيديو يابانية من تطوير ونشر شركة كابكوم، وهي مرخصة من شركة والت ديزني الأمريكية، صدرت اللعبة في الأسواق سنة 1993، وتعمل حصراً لمنصة سوبر نينتندو إنترتينمنت سيستم.